# Окунево (Промишленнівський округ)
О́кунево (рос. Окунево) — село у складі Промишленнівського округу Кемеровської області, Росія.

## Населення
Населення — 1447 осіб (2010; 1434 у 2002).
Національний склад (станом на 2002 рік):
- росіяни — 91 %